# Hamad Ndikumana
Hamad Ndikumana (* 5. Oktober 1978; † 15. November 2017) war ein ruandischer Fußballspieler.

## Karriere

### Verein
Ndikumana begann seine Profikarriere im Jahre 1998 bei seinem Heimatverein Rayon Sports in Ruanda. Doch nach nur einem Jahr als Profi dort wechselte er nach Europa, und zwar zum belgischen Zweitligisten KV Turnhout. Nach einer weiteren Saison wechselte er dann zum Jupiler-League-Topclub RSC Anderlecht, wo er jedoch kein einziges Spiel bestritt und den Verein nach wiederum einem Jahr verließ. Er wurde zu KV Mechelen transferiert, für den er ungefähr die Hälfte der Saison bestritt. Danach spielte er für KAA Gent, wo er zum Stammspieler wurde. Nach zwei Jahren wechselte er zum zyprischen Verein APOP Kinyras Peyias. Danach spielte er bei mehreren zyprischen Vereinen, wie zum Beispiel bei Nea Salamis Famagusta und anschließend beim Lokalrivalen Anorthosis Famagusta. Nach mehreren Auseinandersetzungen mit dem damaligen Trainer Temur Kezbaia kündigte er seinen Vertrag dort und wechselte zu Omonia Nikosia. Ein Jahr später unterschrieb er einen Vierjahresvertrag bei AEL Limassol. 2011 wechselte er zu APOP Kinyras Peyias und verließ den Verein noch im selben Jahr. Seitdem spielte Ndikumana wieder in Afrika bei diversen Vereinen.

### Nationalmannschaft
Ndikumana trug großen Anteil daran, dass die ruandische Fußballnationalmannschaft ihren ersten und bisher einzigen Endrundeneinzug bei der Fußball-Afrikameisterschaft schaffte, und zwar bei der Fußball-Afrikameisterschaft 2004. Er wurde zum besten Spieler Ruandas gewählt.
Nach der 0:1-Niederlage bei der Qualifikation für Fußball-Weltmeisterschaft 2006 gegen Angola wurde er zunächst nicht mehr in die Nationalmannschaft berufen, da er angeblich Angola geholfen haben soll, sich für die WM zu qualifizieren. Doch in den Jahren 2008 und 2009 spielte er erneut für das Nationalteam.